# Liberty (Indiana)
Liberty ist eine Town im US-amerikanischen Bundesstaat Indiana. Liberty ist County Seat des Union County.
Die ethnische Zusammensetzung bei der Volkszählung 2000 ergab 98,3 % Weiße, 0,39 % Afroamerikaner, 0,29 % amerikanische Ureinwohner, 0,19 % asiatische Amerikaner und 0,44 % Latinos.
Die Altersverteilung liegt bei
- 24,7 % unter 18-Jährigen,
- 9,5 % zwischen 18 und 24,
- 26,2 % von 25 bis 44,
- 20,4 % von 45 bis 64,
- und 19,2 % über 64.

Der Median lag bei 37 Jahren. 
Bei den Haushaltseinkommen lag der Median bei $30.296, für Familieneinkommen bei $35.817. Das durchschnittliche Pro-Kopf-Einkommen betrug $15.440. 

## Söhne und Töchter
- Ambrose Burnside (1824–1881), Bürgerkriegs-General
- Joseph Nelson Rose (1862–1928), bei Liberty geborener Botaniker und Fachautor
- Walter F. Bossert (1885–1946), Republikaner und in den 1920er Jahren Grand Dragon des Ku Klux Klan[1]